# ホセ・ロペス (内野手)
ホセ・セレスティーノ・ロペス（José Celestino López, 1983年11月24日 - ）は、ベネズエラのアンソアテギ州バルセロナ出身の元プロ野球選手（内野手、右投右打）。
NPB一軍公式戦最長記録となる一塁手としての1632守備機会連続無失策を樹立している。

## 経歴

### プロ入りとマリナーズ時代
2000年にアマチュア・フリーエージェントでシアトル・マリナーズと契約してプロ入り。マイナーリーグ時代は2度のチームMVPを獲得した。2004年7月31日にメジャー初昇格し、同日のアナハイム・エンゼルス戦でメジャーデビュー。10月1日にイチローがシーズン最多安打記録258を達成した試合にも出場している。
2005年は怪我に苦しんだが、2006年にレギュラーに定着した。前半戦でチーム最高の58打点を記録し、怪我で出場辞退となったロビンソン・カノの代替選手としてオールスター出場を果たした。7月2日の試合前のミーティングでオールスター選出が発表され、ファン投票では5位以内にも入っていなかったことから涙を流して選出を喜び、「マリナーズからはイチローで選出が終わりと思ってたら、僕の名前が呼ばれた。まさかのサプライズだった。その瞬間、泣いてしまったんだ。」とコメントした。後半戦は21打点と調子を落としたが、シーズンを通して打率.282、初の二桁本塁打となる10本塁打、79打点を残した。
2007年は149試合に出場して11本塁打、62打点を記録した。2008年は159試合に出場して17本塁打、89打点を記録した。
2009年開幕前の3月に第2回WBCのベネズエラ代表に選出された。チーム最多の10安打を放ち打率.417、2本塁打、4打点を記録し、優秀選手に選出された。シーズンでは自己最高となる25本塁打、96打点を記録。このシーズンまで4年連続でマリナーズの正二塁手を務めた。
2010年、ショーン・フィギンズの加入に伴い、三塁手にポジションを変更した。4月23日のシカゴ・ホワイトソックス戦では元同僚のJ.J.プッツから自身初となる満塁本塁打を放つと、7月12日にも2度目の満塁本塁打を記録した。しかし、シーズン通算では打率.239と振るわず、マリナーズは契約オプションを破棄。

### ロッキーズ時代
2010年12月にチャズ・ローとのトレードで、コロラド・ロッキーズへ移籍した。
2011年は38試合の出場で打率.208、2本塁打、OPS.521と不振に陥り、6月7日に自由契約となった。

### マーリンズ時代
2011年6月9日にフロリダ・マーリンズとマイナー契約を結び、15日にメジャーに昇格したが、7月2日にDFAとなり40人枠から外れる。その後は傘下のAAA級ニューオーリンズ・ゼファーズでプレーし、8月14日にメジャー再昇格した。

### インディアンス時代

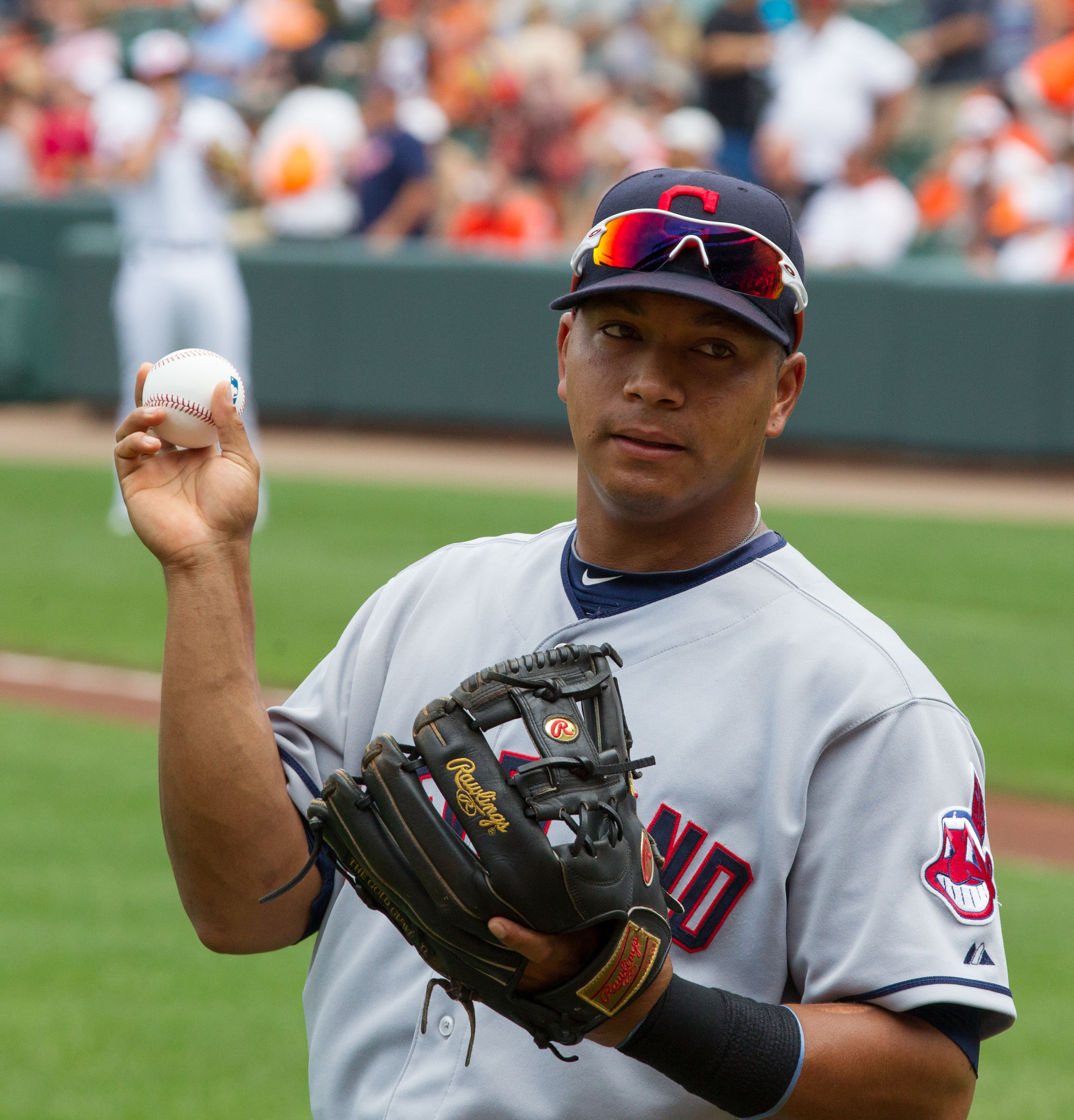
クリーブランド・インディアンスでの現役時代（2012年7月1日）

2011年12月16日にクリーブランド・インディアンスとマイナー契約を結んだ。
2012年の開幕はメジャーで迎えたが、5月にジョニー・デイモンと入れ替わりで40人枠から外れ、8月12日に契約が解除された。

### ホワイトソックス時代
2012年8月14日にシカゴ・ホワイトソックスとマイナー契約を結び、8月30日にメジャー昇格した。10月29日にFAとなった。

### 巨人時代
2013年1月7日、読売ジャイアンツと契約金1700万円、年俸8000万円で1年契約を結ぶ。監督の原辰徳からはクリーンナップと一塁手をこなすことを期待された。

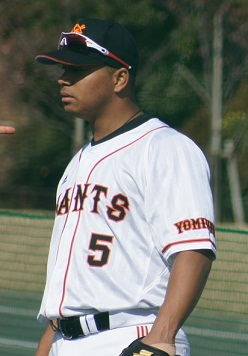
読売ジャイアンツでの現役時代

開幕戦の3月29日の広島東洋カープ戦に「7番・一塁手」で先発出場した。3回裏に広島先発のブライアン・バリントンから初打席初本塁打を放った。開幕戦での新外国人選手の初打席初本塁打は1991年のフィル・ブラッドリー（巨人）以来、2人目である。同年8月25日の対横浜DeNA戦ではNPBでは初の満塁弾を放った。9月にシーズン規定打席に到達。入団1年目の新外国人選手が規定打席に到達した事例としては、巨人にとっては1995年のシェーン・マック以来18年ぶりとなった。得点圏にやや弱く（得点圏打率.259）、故障離脱もあり打点は55にとどまったものの、出場121試合で打率.303、18本塁打と好成績を収めた。巨人自前の新外国人選手が初年度に打率3割を越えてシーズンを終えるのはロペスが初である。また、一塁守備も失策数4と安定しておりゴールデングラブ賞を受賞した。
クライマックスシリーズ・日本シリーズにも出場したが、打撃不調でスタメン落ちする試合もあった。しかし、日本シリーズ第6戦の第2打席に田中将大から左中間スタンドに同点2点本塁打を放った。この際、第2戦の好機でロペスを打ち取り派手なガッツポーズを決めていた田中に対し、塁上を回りながら今度はロペスがガッツポーズと雄叫び。更には田中と言い合いをしながら本塁を踏んだ。その後チームは勝ち越したため、2013年シーズン24勝無敗を含む田中の昨シーズンからの連勝を30で止めた。しかし、翌日の第7戦で敗れ日本一連覇はならなかった。
2014年、チームが開幕前にレスリー・アンダーソンを獲得。更に、5月にフレデリク・セペダが追加獲得されると突如成績不振に陥る。アンダーソンが一塁を守る事も多くなり、セペタが成績不振で二軍降格となった後は、将来を見込まれたこの年のドラフト1位ルーキーの小林誠司が捕手で起用され、それまで捕手として出場していた阿部慎之助が打撃における負担を減らすために一塁に回るなど複雑なチーム事情からスタメンを外れることが多くなり、出場機会が限られ始める。それでも、8月29日の対DeNA戦で、巨人自前の外国人選手ではシェーン・マック以来18年ぶりとなる20本塁打を達成した。一年を通じて一軍に帯同し、貧打に喘いだチームの中では最多の22本塁打を放ったものの、最終的に打率.243と前年よりも打率を落とし、前年を上回る134試合に出場したものの規定打席にも到達しなかった。翌年の阿部の一塁手転向を見据えて、オフの12月2日に自由契約公示となった。

### DeNA時代
2014年12月12日に、横浜DeNAベイスターズがロペスの獲得を発表した。背番号は2。
2015年、一軍公式戦の開幕から「5番・一塁手」として起用されると、巨人時代を上回るペースで本塁打と打点を量産。公式戦全体では、140試合へ出場するとともに、セ・リーグの最終規定打席へ2年ぶりに到達。巨人時代の最高成績を上回る打率.291、25本塁打、73打点を記録した。マツダオールスターゲームの選手間投票では、前半戦だけでチームトップの13本塁打を放つなどの活躍を背景に、セントラル・リーグの一塁手部門で最も多い票を獲得。マリナーズ時代の2006年にMLBのオールスターゲームへ出場したことに続いて、NPBのオールスターゲームに初めて出場した。
2016年、アレックス・ラミレス新監督の方針で「3番・一塁手」として公式戦をスタート。しばらくは打撃不振が続いたが、5番に打順変更された4月9日の対東京ヤクルトスワローズ戦（横浜スタジアム）では、シーズン初本塁打を含む3打席連続本塁打（ソロ本塁打、2点本塁打、3点本塁打各1本）で6打点を挙げた。しかし、本塁打（14本）・打点（44打点）ともチームトップで迎えた6月8日の福岡ソフトバンクホークス戦（福岡ヤフオク!ドーム）試合前練習で二塁の守備に就いていたところ、打撃練習中のエリアン・エレラが放った打球が左足の親指を直撃。後の診察で骨折が判明したため、7月2日まで戦線離脱した。7月3日に一軍へ復帰したが、8月の通算本塁打はわずか2本で、同月13日の対広島東洋カープ戦第2打席から30打席連続無安打に陥るほどのスランプに陥った。しかし、打順を3番に変更した8月25日の対阪神タイガース戦で、本塁打を含む3安打を放ったことを機に復調。9月18日・9月19日の対広島2連戦（いずれも横浜スタジアム）では、18日の延長10回裏に大瀬良大地からの3点本塁打でサヨナラ勝利を収めると、19日の第1打席で一軍公式戦初先発の塹江敦哉から左翼スタンド場外へ来日初の30号2点本塁打（2試合にわたる2打席連続本塁打）を放ってチームを史上初のクライマックスシリーズ（CS）進出へ導いた。9月には、前述した18日からの4試合連続本塁打を含む12本塁打、26打点（いずれもリーグ最多）を記録した結果、来日後初めてセ・リーグ打者部門の月間MVPを受賞。9月23日には、年俸総額4億6000万円（金額は推定）に出来高を加えた条件で翌2017年からの2年契約を結んだことが、球団から発表された。ポストシーズンでは、巨人とのCSファーストステージ3試合（東京ドーム）で、チームトップの2本塁打・3打点を記録。チームのファイナルステージ進出へ貢献した。広島とのファイナルステージ（マツダスタジアム）でも「3番・一塁手」として全4試合にスタメンで起用。第4戦（10月15日）7回表の打席でソロ本塁打を放ったものの、4試合を通じて16打数1安打と振るわず、チームも敗れ、日本シリーズへの進出に至らなかった。その一方で、セ・リーグの一塁手としてゴールデングラブ賞に選ばれた。
2017年、一軍公式戦の開幕から「3番・一塁手」としてスタメンを任されるとともに、リーグトップの打点を記録するほど好調を維持。6月1日の対北海道日本ハムファイターズ戦（札幌ドーム）では4回表にMLB/NPB公式戦通算200本塁打を放つと、6月30日の対巨人戦（宇都宮清原球場）から筒香嘉智と打順を入れ替える格好で4番打者に定着している。また、6月6日には全12球団から本塁打を記録している。さらに、8月3日の対中日ドラゴンズ戦（横浜）3回裏の第2打席では、NPBの一軍公式戦における4年連続シーズン20本塁打を吉見一起からの2点本塁打で達成した。レギュラーシーズンでは、一軍公式戦全143試合中142試合に出場。30本塁打、105打点、171安打という成績で、セ・リーグ打点王と最多安打のタイトルを獲得するとともに、チームの2年連続CS進出に貢献した。ちなみに、1シーズンで100打点を挙げたのは初めてで、本塁打をすべて違う投手から放っていた。NPBの一軍公式戦で1シーズンに30本以上の本塁打を放った打者が、当該シーズンに対戦したどの投手からも複数の本塁打を記録しなかった事例は、このシーズンのロペスが史上初めてであった。

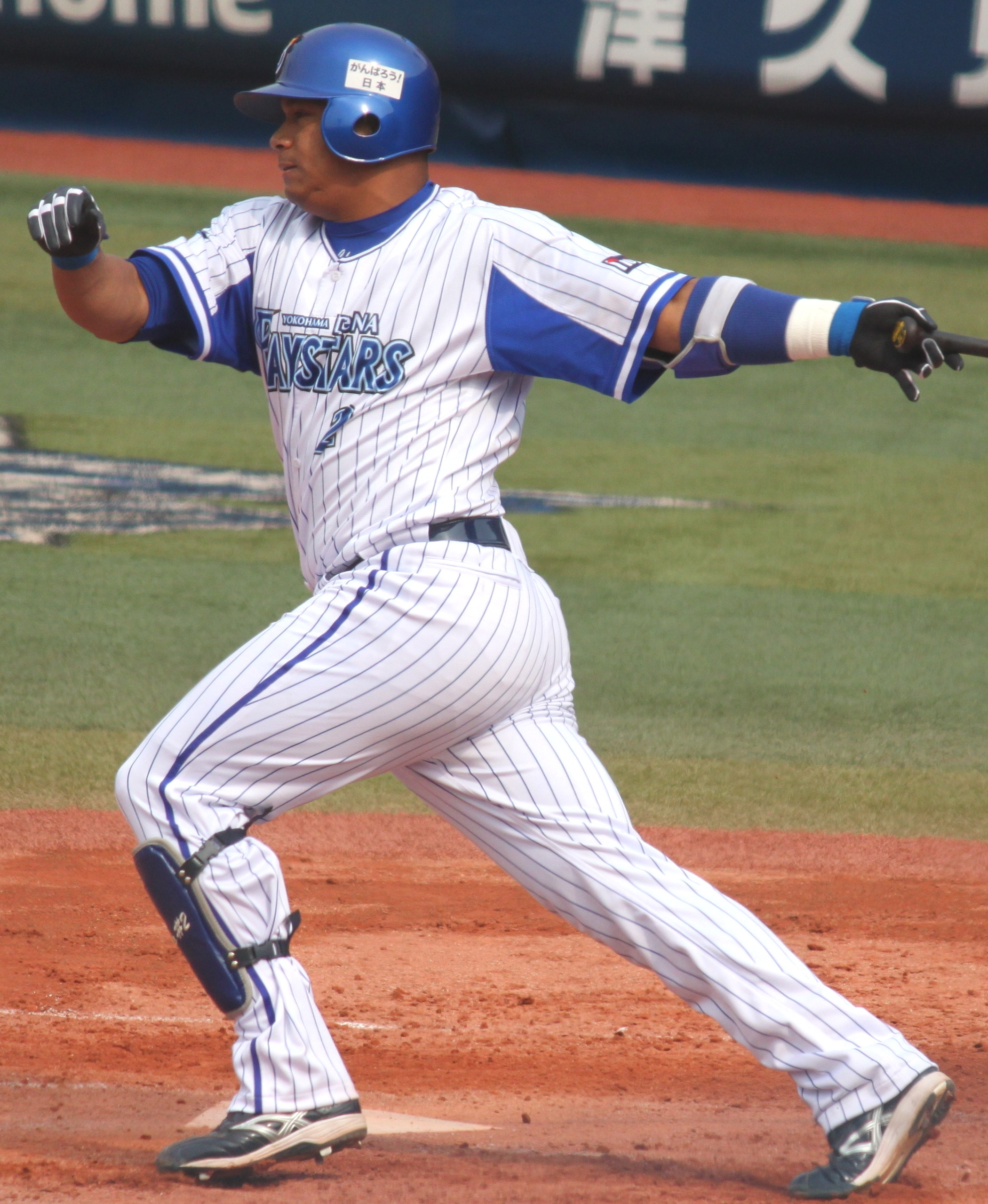
2015年3月14日横浜スタジアムにて

チームのレギュラーシーズン3位で臨んだCSでは、阪神とのファーストステージ3試合・広島とのファイナルステージ5試合を通じて、打率.333、1本塁打、7打点を記録。チームの19年ぶり日本シリーズ進出に貢献するとともに、CSのMVPに輝いた。巨人時代の2013年以来4年ぶりに出場した福岡ソフトバンクホークスとの日本シリーズでは、6試合通算で打率.292を記録。10月31日の第3戦（横浜）では、武田翔太からソロ本塁打を放った。チームの2勝3敗で迎えた11月4日の第6戦では（福岡ヤフオク!ドーム）では、5回表の第2打席で勝ち越しの2点適時打を放った。チームはこの試合での延長11回サヨナラ負けによってシリーズ制覇を逃したが、ロペス自身はシリーズの終了直後に、2年連続でセ・リーグ一塁手部門のゴールデングラブ賞を受賞した。
2018年、セ・パ交流戦の開幕時点で、本塁打（15本）・打点（41打点）ともセ・リーグのトップに立っていた。しかし、交流戦の開幕戦に当たる5月29日の対楽天戦（横浜）4回裏の第2打席で左翼線に安打を放って一塁へ到達した際に、右太腿の裏を痛めて途中交代。この試合を境に右太腿部の数ヶ所を痛めたため、交流戦への出場は3試合にとどまった。しかし、オールスターゲームには、選手間投票セ・リーグ一塁手部門1位で出場。オールスターゲーム後の9月に月間7本塁打・17打点を記録するなど巻き返した結果、一軍公式戦110試合の出場で打率.288、26本塁打、77打点という成績を残した。さらに、NPBのレギュラーシーズンで一軍公式戦の守備規定試合数（チームの総試合数×2/3）を満たした一塁手としては初めて守備率10割（946回の守備機会で無失策）のままシーズンを終了。3年連続でセ・リーグ一塁手部門のゴールデングラブ賞を受賞した。
2019年、5月16日の中日戦（横浜）7回表に中日のエンニー・ロメロが放ったゴロを二塁手の中井大介が捕球した直後に、一塁手として中井からの送球を捕球。このプレーによって、一塁手としての1517守備機会連続無失策（日本プロ野球公式戦記録）を達成。後に連続無失策の記録を1632守備機会にまで伸ばしたが、6月2日の対ヤクルト戦（横浜）1回表にウラディミール・バレンティンが放ったゴロの処理を誤った結果、一軍公式戦の一塁守備では2017年8月31日の対中日戦（ナゴヤドーム）以来の失策を記録した。その一方で、7月4日の対阪神戦（横浜）でNPB一軍公式戦通算500打点を記録したほか、オールスターゲームには選手間投票のセ・リーグ一塁手部門1位で2年連続の出場を果たしている。息子の13歳の誕生日であった7月21日の対中日戦（横浜）では、3回裏二死満塁の打席で笠原祥太郎から放った本塁打で4打点を記録したことによって、MLB/NPB公式戦通算1000打点を達成。チームもこの試合に勝利したため、試合後のヒーローインタビューには、来日中の息子と一緒に登場した。レギュラーシーズン全体では、1試合に欠場しただけで、チームトップの142試合に出場。2年ぶりに本塁打数を30本台に乗せるなどの活躍で、チームの2年ぶりCS出場に大きく貢献したほか、阪神とのCSファーストステージ（横浜）でも4番打者として本塁打を放った。その一方で、巨人時代の2014年以来5年ぶりにレギュラーシーズンの打率が2割5分を割り込んだほか、来日後最多の107三振を記録した。失策数も7にまで達したが、シーズン終了後は、4年連続でセ・リーグ一塁手部門のゴールデングラブ賞を受賞。NPBの外国人選手としては最も多い通算5度目の受賞でもあった。11月18日に、球団との間で翌2020年の契約を締結したことを発表。
2020年、レギュラーシーズンの開幕から一軍公式戦51試合に出場した時点で、打率.244、4本塁打、19打点と打撃成績が低調。例年と違って、出場登録済みの野手でありながら、チーム戦略との兼ね合いでベンチ入りのメンバーから外れることもあった。8月は月間打率.190、ノーアーチ、5打点ととりわけ不振で、スタメンからの途中交代やベンチスタートの試合も相次いだ。NPB/MLB公式戦通算2000試合出場の達成まで残り1試合、通算2000安打まで22本、通算300本塁打まで18本にまで迫っていた同月26日に出場選手登録を抹消。ラミレス監督によれば、「故障ではなく、スタメンで出てこそ活躍できる選手なので、（一軍の公式戦に）スタメンで起用したいから抹消した」とのことで、故障以外の理由による抹消はDeNAへの移籍後初めてであった。一軍へ復帰した9月22日の対阪神戦（甲子園）に「6番・一塁手」としてスタメンへ起用されたことによって、NPB/MLB公式戦通算2000試合出場を達成。また、10月24日の対広島戦1回裏の第1打席でNPB/MLB公式戦通算2000安打、同月31日の対阪神戦（いずれも横浜）4回裏の第2打席でNPB一軍公式戦通算1000安打を達成した。外国人枠扱いでNPBの球団に在籍した経験を持つ選手が、公式戦でMLBとNPB双方共に1000安打を達成した事例は、ロペスが初めてである。さらに、レギュラーシーズン最終盤の11月4日付で、NPBの国内FA権を取得。翌2021年以降に（DeNAを含む）NPB球団と契約する場合に、外国人枠を適用されずに、日本人選手と同じ扱いを受けることも決まった。レギュラーシーズン全体で一軍公式戦での出場数（81試合）や本塁打数（12本）が来日後最少にとどまったことなどから、シーズン終了直後の11月16日に退団が発表されたが、本人はNPB他球団での現役続行を希望していた。

### DeNA退団後
2021年10月中旬、母国・ベネズエラのウィンターリーグ（リーガ・ベネソラーナ・デ・ベイスボル・プロフェシオナル）に所属するカリベス・デ・アンソアテギで現役を続行することが現地メディアで報じられた。
2022年10月25日、自身のInstagramで現役を引退することを表明した。

## 選手としての特徴

### 打撃
ボールコンタクトに長け、右方向へ打つことがうまい。「右投手相手なら右足に、左投手なら左足に体重を残す」というシンプルな打撃理論を持つ。マイナー時代は強打のプルヒッターだったが、メジャー昇格後は逆方向へ打球を運ぶ意識が強くなり、2006年から2008年にかけては引っ張る打球の割合が45%程度になった。しかし、2009年以降は再び引っ張る打球の割合が高くなり、NPB時代における引っ張り方向の打球の割合は54%とリーグトップクラスになっている。四球を選ばないフリースインガーで、メジャー通算の四球率は3.7パーセントを喫し、レギュラーに定着した2006年から2009年にかけては打率.277を記録していたが、出塁率が低くOPSは.727だった。2010年から2012年にかけては打率.236、OPS.615と低迷している。緩い変化球も苦手としている。

### 守備・走塁

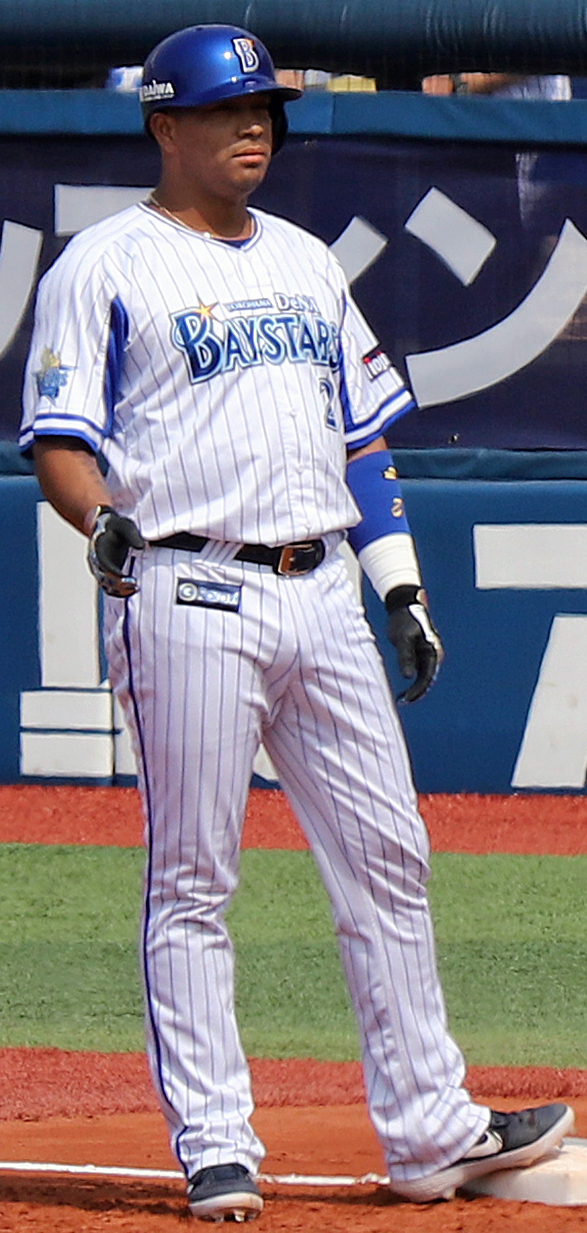
2019年4月7日、横浜スタジアムにて

メジャーデビュー当初は遊撃手として起用されたが、2年目からは二塁手として起用された。さらに、2010年以降は三塁手としての起用も増えた。
二塁守備に関しては、球際に弱く守備範囲が狭いうえ、ボールハンドリングも悪く、単純な送球ミスやイージー・ゴロを取り損なう場面も見られた。その一方で、50試合ほど一塁の守備に就いていた。本来は二塁手でもあるため、一塁手としてはポジショニングや動きが良く、メジャー通算のDRS9、UZR0.7と総合的な面では平均以上の失点を防いだ。また、三塁手として2010年にリーグ最多補殺とリーグ3位のDRS10、同4位のUZR8.1を記録した。
NPBでは、巨人時代から主に一塁手に起用されている。守備面では捕球の技術が高く、2019年までの7年間でゴールデングラブ賞を5度受賞している（いずれもセ・リーグ一塁手部門）。2018年には、レギュラーシーズンで一軍公式戦の守備規定試合数（前述）を満たした一塁手としては初めて、守備率10割を記録。2017年8月31日の対中日戦（ナゴヤドーム）から2019年6月2日の対ヤクルト戦（横浜）までの一塁守備で、1623守備機会連続無失策のNPB公式戦記録を樹立した。その一方で、他の選手を一塁手として起用する試合では、二塁や三塁を守ることもあった。
巨人1年目の2013年に当時のチームメイト・古城茂幸から譲られたファーストミットを、DeNAへの移籍後も使い続けている。このミットはSSK製で、古城の前にも他の選手が使用していた（2000年代前半の製造と推定されるモデル）らしく、リペア（修理）を重ねた形跡が残っている。古城から譲り受けた時には銀色のミットだったが、審判から「試合での使用にはふさわしくない」との指摘を受けたため、捕球面やウェブ（網）を自分で褐色に塗り直したという。
DeNA時代の2016年3月30日には、横浜スタジアムでの対巨人戦7回裏に三塁走者として倉本寿彦の二塁ゴロで本塁へ走り込むと、捕手のタッチを何度もかいくぐった末に本塁へ生還。球審はセーフと判定したが、巨人の高橋由伸監督が審判団に抗議したため、本塁上のクロスプレーに対するリプレー検証がNPBの一軍公式戦で初めて実施された。検証の結果、セーフの判定は覆らず、ロペスのホームインと得点が認められた。

## 人物
身体が硬く、自己管理も苦手で、2007年にマリナーズと4年契約を交わした際には「毎年行われる体脂肪率チェック・60ヤード走・20ヤード反復走・垂直跳びの4つのうち一定の数値をクリアできれば、1つクリアにつき2万5,000ドルのボーナス、全てクリアできればさらに2万5,000ドルのボーナスがつく」という出来高と体重制限条項が組み込まれた。
マリナーズ時代にチームメイトだったイチローに影響されて、バットはジュラルミンのケースに入れて保管している。またイチローが愛飲していたことから、来日以降ほぼ毎日「ユンケル・ファンティ」を飲んでいる。
ひょうきんな一面もあり、立岡宗一郎の初安打のボールをスタンドに投げ入れるフリをして周囲を驚かせたことがある。また、HARD OFF ECOスタジアム新潟でのゲームでお立ち台に立った際「新潟サイコー」と叫んだり、入場曲がアントニオ猪木の「炎のファイター 〜INOKI BOM-BA-YE〜」になってから初めてのお立ち台では猪木の代名詞である「元気ですか」を叫んだりと、観客の笑いを誘う場面があった（巨人時代はフロントに止められたという）。
上述した初安打のボールをスタンドへ投げ込むフリは2019年8月9日の伊藤裕季也の初安打でもやっている（実際には伊藤のボールは左手に持っており、スタンドに投げ込んだのはベンチでもともと右手に持っていたボールである）。
マリナーズ時代のチームメイトだったウラディミール・バレンティンと仲が良い。
無類のサッカー好きであり、中学生の頃の将来の夢はサッカー選手だった。憧れはロナウジーニョとクリスティアーノ・ロナウド。幼少期はサッカーの練習時間の方が野球より長く、本気になればプロサッカー選手になれたかもしれないと、2018年シーズン終盤の記事で語っていた。2014年は大好きなレアル・マドリードの欧州CL優勝の瞬間を早朝に起床してテレビ観戦するほどである。なお、ブラジルW杯ではスペイン優勝と予想していたが外している。
応援では、スペイン語圏出身の外国人へは通常だと「バモス」コールだが、自身の強い希望により、「チャモ」（スペイン語でやんちゃ坊主）とコールされる。チームメイトにも「チャモさん」と呼ばれている。
交通渋滞を嫌い、横浜での試合時は電車で球場に通っていた。
遠征から戻る際にはチームメイトより早い新幹線で横浜に帰り、トレーニングや体調管理に務めている。
好物は寿司。三浦大輔と寿司屋に通い、特に好きなネタはトロだという。

## 詳細情報

### 年度別打撃成績
| 年 度    | 球 団    | 試 合 | 打 席 | 打 数 | 得 点 | 安 打 | 二 塁 打 | 三 塁 打 | 本 塁 打 | 塁 打 | 打 点 | 盗 塁 | 盗 塁 死 | 犠 打 | 犠 飛 | 四 球 | 敬 遠 | 死 球 | 三 振 | 併 殺 打 | 打 率 | 出 塁 率 | 長 打 率 | O P S |
| -------- | -------- | ----- | ----- | ----- | ----- | ----- | -------- | -------- | -------- | ----- | ----- | ----- | -------- | ----- | ----- | ----- | ----- | ----- | ----- | -------- | ----- | -------- | -------- | ----- |
| 2004     | SEA      | 57    | 218   | 207   | 28    | 48    | 13       | 0        | 5        | 76    | 22    | 0     | 1        | 1     | 1     | 8     | 0     | 1     | 31    | 1        | .232  | .263     | .367     | .630  |
| 2005     | SEA      | 54    | 203   | 190   | 18    | 47    | 19       | 0        | 2        | 72    | 25    | 4     | 2        | 1     | 2     | 6     | 0     | 4     | 25    | 5        | .247  | .282     | .379     | .661  |
| 2006     | SEA      | 151   | 655   | 603   | 78    | 170   | 28       | 8        | 10       | 244   | 79    | 5     | 2        | 12    | 5     | 26    | 1     | 9     | 80    | 17       | .282  | .319     | .405     | .724  |
| 2007     | SEA      | 149   | 561   | 524   | 58    | 132   | 17       | 2        | 11       | 186   | 62    | 2     | 3        | 9     | 3     | 20    | 0     | 5     | 64    | 16       | .252  | .284     | .355     | .639  |
| 2008     | SEA      | 159   | 687   | 644   | 80    | 191   | 41       | 1        | 17       | 285   | 89    | 6     | 3        | 6     | 9     | 27    | 5     | 1     | 67    | 14       | .297  | .322     | .443     | .765  |
| 2009     | SEA      | 153   | 653   | 613   | 69    | 167   | 42       | 0        | 25       | 284   | 96    | 3     | 3        | 3     | 7     | 24    | 5     | 6     | 69    | 25       | .272  | .303     | .463     | .766  |
| 2010     | SEA      | 150   | 622   | 593   | 49    | 142   | 29       | 0        | 10       | 201   | 58    | 3     | 2        | 0     | 3     | 23    | 1     | 3     | 66    | 20       | .239  | .270     | .339     | .609  |
| 2011     | COL      | 38    | 129   | 125   | 10    | 26    | 4        | 0        | 2        | 36    | 8     | 2     | 0        | 0     | 0     | 3     | 0     | 1     | 15    | 2        | .208  | .233     | .288     | .521  |
| 2011     | FLA      | 44    | 113   | 106   | 13    | 24    | 8        | 0        | 6        | 50    | 13    | 0     | 0        | 1     | 1     | 4     | 1     | 1     | 13    | 4        | .226  | .259     | .472     | .731  |
| '11計    | FLA      | 82    | 242   | 231   | 23    | 50    | 12       | 0        | 8        | 86    | 21    | 2     | 0        | 1     | 1     | 7     | 1     | 2     | 28    | 6        | .216  | .245     | .372     | .617  |
| 2012     | CLE      | 66    | 224   | 213   | 16    | 53    | 13       | 0        | 4        | 78    | 28    | 0     | 1        | 0     | 3     | 8     | 0     | 0     | 35    | 8        | .249  | .272     | .366     | .639  |
| 2012     | CWS      | 15    | 24    | 23    | 2     | 5     | 1        | 0        | 0        | 6     | 0     | 0     | 0        | 0     | 0     | 1     | 0     | 0     | 6     | 1        | .217  | .250     | .261     | .511  |
| '12計    | CWS      | 81    | 248   | 236   | 18    | 58    | 14       | 0        | 4        | 84    | 28    | 0     | 1        | 0     | 3     | 9     | 0     | 0     | 41    | 9        | .246  | .270     | .356     | .626  |
| 2013     | 巨人     | 121   | 467   | 429   | 45    | 130   | 26       | 0        | 18       | 210   | 55    | 1     | 1        | 5     | 3     | 25    | 1     | 5     | 57    | 12       | .303  | .346     | .490     | .836  |
| 2014     | 巨人     | 134   | 407   | 375   | 43    | 91    | 17       | 0        | 22       | 174   | 57    | 1     | 0        | 3     | 5     | 20    | 0     | 4     | 66    | 15       | .243  | .285     | .464     | .749  |
| 2015     | DeNA     | 140   | 565   | 516   | 63    | 150   | 29       | 1        | 25       | 256   | 73    | 1     | 1        | 0     | 3     | 44    | 3     | 2     | 82    | 14       | .291  | .347     | .496     | .843  |
| 2016     | DeNA     | 123   | 518   | 483   | 66    | 127   | 27       | 1        | 34       | 258   | 95    | 0     | 0        | 0     | 7     | 24    | 0     | 4     | 75    | 12       | .263  | .299     | .534     | .833  |
| 2017     | DeNA     | 142   | 606   | 569   | 72    | 171   | 42       | 0        | 30       | 303   | 105   | 0     | 0        | 0     | 8     | 27    | 0     | 2     | 80    | 14       | .301  | .330     | .533     | .863  |
| 2018     | DeNA     | 110   | 459   | 441   | 46    | 127   | 23       | 0        | 26       | 228   | 77    | 0     | 0        | 0     | 1     | 16    | 1     | 1     | 58    | 12       | .288  | .314     | .517     | .831  |
| 2019     | DeNA     | 142   | 597   | 551   | 69    | 133   | 28       | 0        | 31       | 254   | 84    | 0     | 0        | 0     | 3     | 39    | 6     | 4     | 107   | 18       | .241  | .295     | .461     | .756  |
| 2020     | DeNA     | 81    | 305   | 293   | 26    | 72    | 8        | 0        | 12       | 116   | 42    | 0     | 0        | 0     | 2     | 10    | 1     | 0     | 36    | 8        | .246  | .269     | .396     | .665  |
| MLB：9年 | MLB：9年 | 1036  | 4089  | 3841  | 421   | 1005  | 215      | 11       | 92       | 1518  | 480   | 25    | 17       | 33    | 34    | 150   | 13    | 31    | 471   | 113      | .262  | .292     | .395     | .688  |
| NPB：8年 | NPB：8年 | 993   | 3924  | 3657  | 430   | 1001  | 200      | 2        | 198      | 1799  | 588   | 3     | 2        | 8     | 32    | 205   | 12    | 22    | 561   | 105      | .274  | .314     | .492     | .806  |

- 各年度の太字はリーグ最高

### 年度別守備成績
内野守備
| 年 度 | 球 団 | 一塁（1B） | 一塁（1B） | 一塁（1B） | 一塁（1B） | 一塁（1B） | 一塁（1B） | 二塁（2B） | 二塁（2B） | 二塁（2B） | 二塁（2B） | 二塁（2B） | 二塁（2B） | 三塁（3B） | 三塁（3B） | 三塁（3B） | 三塁（3B） | 三塁（3B） | 三塁（3B） | 遊撃（SS） | 遊撃（SS） | 遊撃（SS） | 遊撃（SS） | 遊撃（SS） | 遊撃（SS） |
| 年 度 | 球 団 | 試 合      | 刺 殺      | 補 殺      | 失 策      | 併 殺      | 守 備 率   | 試 合      | 刺 殺      | 補 殺      | 失 策      | 併 殺      | 守 備 率   | 試 合      | 刺 殺      | 補 殺      | 失 策      | 併 殺      | 守 備 率   | 試 合      | 刺 殺      | 補 殺      | 失 策      | 併 殺      | 守 備 率   |
| ----- | ----- | ---------- | ---------- | ---------- | ---------- | ---------- | ---------- | ---------- | ---------- | ---------- | ---------- | ---------- | ---------- | ---------- | ---------- | ---------- | ---------- | ---------- | ---------- | ---------- | ---------- | ---------- | ---------- | ---------- | ---------- |
| 2004  | SEA   | -          | -          | -          | -          | -          | -          | -          | -          | -          | -          | -          | -          | 1          | 0          | 0          | 0          | 0          | ----       | 57         | 90         | 126        | 10         | 24         | .956       |
| 2005  | SEA   | -          | -          | -          | -          | -          | -          | 51         | 123        | 159        | 6          | 32         | .979       | 1          | 2          | 2          | 1          | 0          | .800       | -          | -          | -          | -          | -          | -          |
| 2006  | SEA   | -          | -          | -          | -          | -          | -          | 150        | 282        | 417        | 16         | 95         | .978       | -          | -          | -          | -          | -          | -          | -          | -          | -          | -          | -          | -          |
| 2007  | SEA   | -          | -          | -          | -          | -          | -          | 146        | 280        | 423        | 8          | 105        | .989       | 3          | 2          | 5          | 1          | 1          | .875       | -          | -          | -          | -          | -          | -          |
| 2008  | SEA   | 13         | 100        | 11         | 1          | 5          | .991       | 139        | 259        | 468        | 12         | 99         | .984       | -          | -          | -          | -          | -          | -          | -          | -          | -          | -          | -          | -          |
| 2009  | SEA   | 16         | 115        | 8          | 1          | 12         | .992       | 141        | 235        | 351        | 15         | 89         | .975       | -          | -          | -          | -          | -          | -          | -          | -          | -          | -          | -          | -          |
| 2010  | SEA   | -          | -          | -          | -          | -          | -          | -          | -          | -          | -          | -          | -          | 142        | 107        | 322        | 18         | 29         | .960       | -          | -          | -          | -          | -          | -          |
| 2011  | COL   | -          | -          | -          | -          | -          | -          | 11         | 17         | 24         | 0          | 8          | 1.000      | 29         | 9          | 48         | 4          | 2          | .934       | -          | -          | -          | -          | -          | -          |
| 2011  | FLA   | 8          | 40         | 5          | 0          | 2          | 1.000      | 9          | 9          | 13         | 0          | 2          | 1.000      | 10         | 6          | 10         | 1          | 1          | .941       | -          | -          | -          | -          | -          | -          |
| '11計 | FLA   | 8          | 40         | 5          | 0          | 2          | 1.000      | 20         | 26         | 37         | 0          | 10         | 1.000      | 39         | 15         | 58         | 5          | 3          | .936       | -          | -          | -          | -          | -          | -          |
| 2012  | CLE   | 3          | 4          | 0          | 0          | 0          | 1.000      | -          | -          | -          | -          | -          | -          | 11         | 4          | 9          | 0          | 0          | 1.000      | -          | -          | -          | -          | -          | -          |
| 2012  | CWS   | 11         | 56         | 2          | 0          | 2          | 1.000      | 4          | 2          | 4          | 0          | 1          | 1.000      | 39         | 14         | 56         | 3          | 7          | .959       | -          | -          | -          | -          | -          | -          |
| '12計 | CWS   | 14         | 60         | 2          | 0          | 2          | 1.000      | 4          | 2          | 4          | 0          | 1          | 1.000      | 50         | 18         | 65         | 3          | 9          | .965       | -          | -          | -          | -          | -          | -          |
| 2013  | 巨人  | 118        | 979        | 60         | 3          | 64         | .997       | 5          | 3          | 2          | 1          | 0          | .833       | 1          | 0          | 0          | 0          | 0          | ----       | -          | -          | -          | -          | -          | -          |
| 2014  | 巨人  | 123        | 993        | 58         | 8          | 68         | .992       | -          | -          | -          | -          | -          | -          | 1          | 1          | 1          | 0          | 0          | 1.000      | -          | -          | -          | -          | -          | -          |
| 2015  | DeNA  | 136        | 1236       | 88         | 10         | 84         | .993       | 1          | 0          | 1          | 0          | 0          | 1.000      | -          | -          | -          | -          | -          | -          | -          | -          | -          | -          | -          | -          |
| 2016  | DeNA  | 122        | 1021       | 83         | 2          | 81         | .998       | -          | -          | -          | -          | -          | -          | 6          | 5          | 8          | 0          | 0          | 1.000      | -          | -          | -          | -          | -          | -          |
| 2017  | DeNA  | 138        | 1143       | 101        | 6          | 97         | .995       | -          | -          | -          | -          | -          | -          | 2          | 0          | 1          | 0          | 1          | 1.000      | -          | -          | -          | -          | -          | -          |
| 2018  | DeNA  | 108        | 871        | 75         | 0          | 76         | 1.000      | -          | -          | -          | -          | -          | -          | -          | -          | -          | -          | -          | -          | -          | -          | -          | -          | -          | -          |
| 2019  | DeNA  | 142        | 1206       | 88         | 7          | 97         | .995       | -          | -          | -          | -          | -          | -          | -          | -          | -          | -          | -          | -          | -          | -          | -          | -          | -          | -          |
| 2020  | DeNA  | 75         | 589        | 45         | 2          | 44         | .997       | -          | -          | -          | -          | -          | -          | -          | -          | -          | -          | -          | -          | -          | -          | -          | -          | -          | -          |
| MLB   | MLB   | 51         | 315        | 26         | 2          | 21         | .994       | 651        | 1207       | 1859       | 57         | 431        | .982       | 236        | 144        | 452        | 28         | 42         | .955       | 57         | 90         | 126        | 10         | 24         | .956       |
| NPB   | NPB   | 962        | 8038       | 598        | 38         | 611        | .996       | 6          | 3          | 3          | 1          | 0          | .857       | 10         | 6          | 10         | 0          | 1          | 1.000      | -          | -          | -          | -          | -          | -          |

外野守備
| 年 度 | 球 団 | 右翼（RF） | 右翼（RF） | 右翼（RF） | 右翼（RF） | 右翼（RF） | 右翼（RF） |
| 年 度 | 球 団 | 試 合      | 刺 殺      | 補 殺      | 失 策      | 併 殺      | 守 備 率   |
| ----- | ----- | ---------- | ---------- | ---------- | ---------- | ---------- | ---------- |
| 2012  | CWS   | 1          | 0          | 0          | 0          | 0          | .---       |
| MLB   | MLB   | 1          | 0          | 0          | 0          | 0          | .---       |

- 各年度の太字はリーグ最高、赤太字はNPBでの歴代最高
- 太字年はゴールデングラブ賞受賞年

### タイトル
NPB
- 打点王：1回（2017年）
- 最多安打：1回（2017年）

### 表彰
NPB
- ベストナイン：1回（一塁手部門：2017年）
- ゴールデングラブ賞：5回（一塁手部門：2013年、2016年 - 2019年）　※外国人選手最多[68]
- 月間MVP：1回（野手部門：2016年9月）
- 月間サヨナラ賞：1回（2014年8月）
- クライマックスシリーズMVP：1回（2017年）
- オールスターゲーム敢闘選手賞：1回（2015年第1戦）
- 月間アットホームヒーロー賞：1回（2014年3・4月）
- セ・リーグ 連盟特別表彰：1回（リーグ特別賞：2019年）※一塁手連続守備機会無失策（1632）のプロ野球新記録

国際大会
- WBC優秀選手：1回（2009年）

### 記録

#### MLB
- 年度リーグ1位
  - 二塁手最多出場：1回（2006年）
  - 二塁手最多刺殺：1回（2006年）
  - 二塁手最多補殺：1回（2006年）
  - 三塁手最多補殺：1回（2010年）
- MLBオールスターゲーム出場：1回（2006年）

#### NPB
初記録
- 初出場・初先発出場：2013年3月29日、対広島東洋カープ1回戦（東京ドーム）、7番・一塁手で先発出場
- 初打席・初安打・初本塁打・初打点：同上、3回裏にブライアン・バリントンから左越ソロ ※史上53人目の初打席本塁打
- 初盗塁：2013年5月1日、対中日ドラゴンズ6回戦（ナゴヤドーム）、2回表に二盗（投手：ダニエル・カブレラ、捕手：谷繁元信）

節目の記録
- 100本塁打：2017年3月31日、対東京ヤクルトスワローズ1回戦（明治神宮野球場）、6回表に石川雅規から左越2ラン ※史上280人目
- 150本塁打：2018年9月19日、対読売ジャイアンツ24回戦（東京ドーム）、3回表に吉川光夫から左越3ラン ※史上169人目
- 1000本安打：2020年10月31日、対阪神タイガース22回戦（横浜スタジアム）、4回裏に秋山拓巳から左越ソロ ※史上309人目[69]

その他の記録
- オールスターゲーム出場：3回（2015年、2018年 - 2019年）
- 一塁手としての連続守備機会無失策 : 1632回連続無失策（2017年 - 2019年）※プロ野球記録
- 日米各球界での1000本安打達成 ※外国人選手初

### 背番号
- 22（2004年 - 2005年途中、2011年）
- 4（2005年途中 - 2010年、2012年）
- 11（2011年）
- 18（2012年）
- 5（2013年 - 2014年）
- 2（2015年 - 2020年）

### 代表歴
- 2009 ワールド・ベースボール・クラシック・ベネズエラ代表